# Fantastic Four
Bộ tứ siêu đẳng (tiếng Anh: Fantastic Four) là một đội siêu anh hùng hư cấu xuất hiện trong sách truyện tranh Mỹ, được phát hành bởi Marvel Comics. Nhóm siêu anh hùng này được giới thiệu lần đầu tiên trong The Fantastic Four #1 (cover datetháng 11 năm 1961). Bộ tứ siêu đẳng là đội siêu anh hùng đầu tiên được tạo ra bởi Stan Lee và Jack Kirby.
Các nhân vật trong nhóm siêu anh hùng này gồm Reed Richards, Susan Storm, Johnny Storm và Ben Grimm.